# Alcino
Os alcinos ou alquinos são hidrocarbonetos acíclicos cuja característica é a presença de uma tripla ligação na cadeia carbônica. Quando não existem outros grupos funcionais ou anéis na molécula constituem uma série homóloga de fórmula CnH2n-2, sendo n maior ou igual que dois. O nome usual de acetilenos, para a função pode causar alguma confusão, uma vez que o termo acetileno é  usado para o composto mais simples da série, cujo nome IUPAC é etino (C2H2). Alcinos com mais de uma ligação tripla são denominados alcadiinos, alcatriinos, etc. Os alcinos, assim como os alcenos são hidrocarbonetos insaturados, pelo fato de terem ligações dupla e triplas.

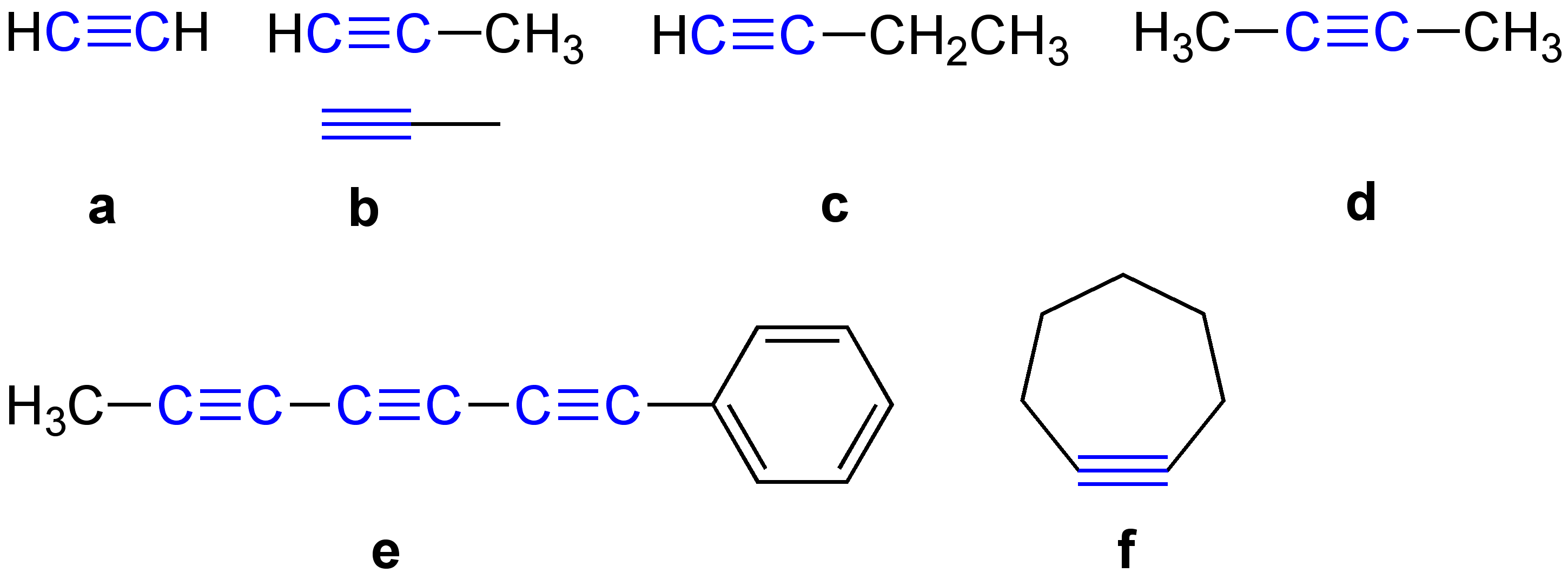
exemplos de alcinos

## Estrutura

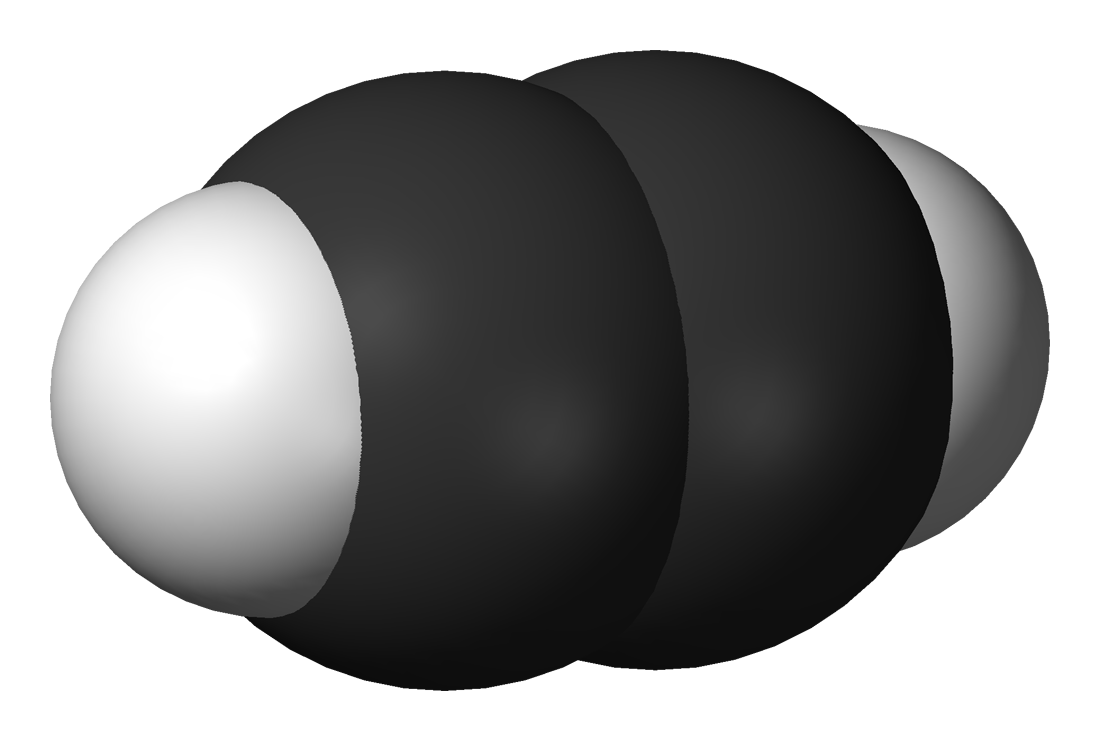
Modelo em 3D do etino

No acetileno, os ângulos de ligação H-C≡C são 180 °. Em virtude desse ângulo de ligação, os alcinos são semelhantes a bastões. Devido à restrição geométrica imposta pela ligação tripla,  alcinos cíclicos são raros e o benzino é altamente instável e ocorre como intermediário de reações de substituição nucleofílica aromática. A distância da ligação C≡C de 121 picômetros é muito menor que a distância C = C em alcenos (134 pm) ou a ligação C-C em alcanos (153 pm).
A ligação tripla é muito forte com entalpia de dissociação média de 840 kJ / mol. Enquanto a ligação sigma contribui com 370 kJ / mol, a primeira ligação pi contribui com 268 kJ / mol e a segunda ligação pi com força de ligação de 202 kJ / mol. De acordo com teoria das ligações de valência, os átomos de carbono em uma ligação alcina apresentam hibridização sp: cada um possui dois orbitais p não hibridizados e dois orbitais híbridos sp. A sobreposição de um orbital sp de cada átomo forma a ligação sp-sp sigma. Cada orbital p em um átomo se sobrepõe a um no outro átomo, formando duas ligações pi, produzindo um total de três ligações. O orbital sp restante em cada átomo pode formar uma ligação sigma com outro átomo, por exemplo, átomos de hidrogênio no acetileno parental. Os dois orbitais sp projetam-se em lados opostos do átomo de carbono.

## Ocorrência de alcinos

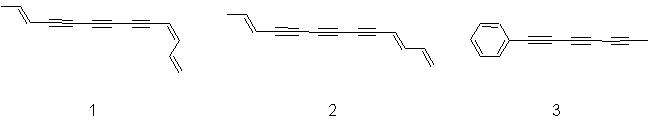
exemplos de compostos naturais com ligação tripla

O método mais comum de geração do acetileno é pela reação do carbeto de cálcio (ou carbureto) com água. O acetileno é utilizado em soldas de alta temperatura e como matéria-prima essencial na síntese de muitos compostos orgânicos importantes, como ácido acético, plásticos e mesmo borrachas sintéticas. Devido seu custo, o consumo de acetileno em síntese orgânicas tem diminuído, sendo atualmente substituído pelo etilino. Através de processos ainda não muito conhecidos, o acetileno também age no processo de amadurecimento de frutas, porém menos eficientemente que o etileno.
Compostos com ligação tripla carbono-carbono são pouco comuns na natureza. Os compostos (1) e (2) abaixo foram isolados das flores de açafrão (Carthamus tinctorins) e o composto (3) das folhas e flores do picão (Bidens pilosa), demonstrando atividade nematicida.

## Nomenclatura
De cadeia normal (IUPAC)
Prefixo + in + o
O prefixo muda de acordo com o número de carbonos da cadeia.
- 1 carbono - met
- 2 carbonos - et
- 3 carbonos - prop
- 4 carbonos - but

De cadeia ramificada (IUPAC)
- Para dar nome aos Alcinos de cadeia ramificada são seguidos os seguintes passos. Após é nomeada a cadeia principal
  - 1º passo: Determinar a maior cadeia carbônica.
  - 2º passo: Numerar os carbonos de forma que a tripla ligação fique com o menor número possível.
  - 3º passo: Determinar e nomear os substituintes.

## Aplicações
O acetileno (que pertence à classe dos alcinos e também conhecido como etino) é usado em grande escala na fabricação de borrachas sintéticas, plásticos, como o PVC e PVA, e ainda de fios têxteis para a produção de tecidos. Também, uma boa parte do acetileno é usada como combustível dentro de soldadores devido às altas temperaturas alcançadas.

## Propriedades físicas
Apresentam pontos de fusão e ebulição crescentes com o aumento da cadeia carbônica (massa molecular) como os alcanos e alcenos. Essa classe de compostos, não possui cor (incolor), nem cheiro (inodoro), são solúveis em solventes orgânicos (éter etílico, acetona, etc. ) e insolúveis em água.   
O etino (acetileno), o propino (C3H4) e o butino (C4H6) são gases nas CNTP, os membros seguintes da série até o C14H26 apresentam-se como líquidos, e os superiores são sólidos.

## Propriedades químicas
Os alcinos caracteristicamente sofrem reações que mostram que são "duplamente insaturados", o que significa que cada unidade alcalina é capaz de adicionar dois equivalentes de H2, HX relacionados (X = halogênio) e X2. Dependendo dos catalisadores e condições, os alcinos adicionam um ou dois equivalentes de hidrogênio. A adição de um equivalente de hidrogênio forma o alceno.

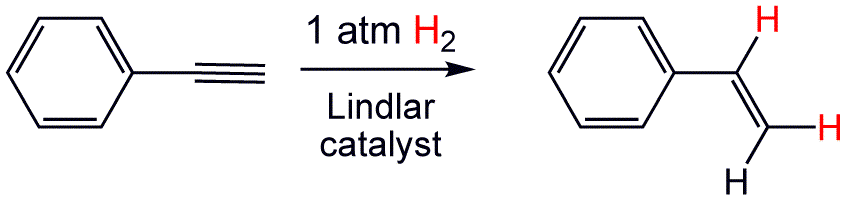
hidrogenação de alcino

Os alcinos sofrem típicas reações de adição eletrofílica de adição de HX (X=halogênio), Br2 e hidratação em meio ácido, de forma semelhante aos alcenos.  Alcinos adicionam dois equivalentes de bromo, enquanto um alceno adiciona apenas um equivalente; assim a reação com excesso de bromo forma o tetrabromoalcano :
HC≡CH + 2 Br2 → H(Br2)C-C(Br2)H
Em diversas reações, os alcinos são menos reativos que os alcenos. Por exemplo, em uma molécula com uma ligação dupla e uma tripla, a adição ocorre preferencialmente sobre a ligação dupla, o que é explicado pela maior eletronegatividade do carbono sp da ligação tripla, que atrai os elétrons das ligações π , o que torna estes elétrons menos disponíveis para a reação e diminui a estabilidade dos intermediários positivos durante a reação. 

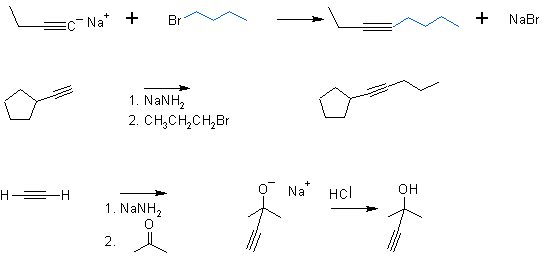
reações de alcinos como nucleófilos

Os alcinos formam polímeros, chamados poliacetilenos conjugados com propriedades semicondutoras.
Alcinos terminais, como o próprio acetileno, são ácidos fracos, com valores de pKa em torno de 25, porém são muito mais ácidos que alcenos e alcanos, que têm valores de pKa em torno de 40 e 50, respectivamente. O hidrogênio ácido nos alcinos terminais pode ser substituído por uma variedade de grupos resultando em halo-, silil- e alcoxi-alcinos. 
Os carbânions gerados pela desprotonação de alcinos terminais são chamados acetiletos. Atribui-se a maior acidez dos alcinos à maior eletronegatividade do orbital sp, em comparação com os orbitais sp2 e sp3 de alcenos e alcanos, respectivamente. A base conjugada dos alcinos atuam como nucleófilos em reações de substituição nucleofílica e adição à carbonila.